# Calathea straminea
Calathea straminea är en strimbladsväxtart som beskrevs av Otto Georg Petersen. Calathea straminea ingår i släktet Calathea och familjen strimbladsväxter. Inga underarter finns listade.